# Deuterosminthurus pallipes
Deuterosminthurus pallipes är en urinsektsart som först beskrevs av Bourlet 1842.  Deuterosminthurus pallipes ingår i släktet Deuterosminthurus, och familjen Bourletiellidae. Arten är reproducerande i Sverige.